# Marek Vašut
Pour les articles homonymes, voir Vašut.
Marek Vašut, né le 5 mai 1960 à Prague, est un acteur tchèque.

## Biographie
Marek Vašut a étudié à la Divadelní fakulta Akademie múzických umění (DAMU) de Prague (1983). Il fait ses débuts sur les planches du théâtre national de Brno de 1983 à 1984, ainsi que sur celles du Théâtre national de Prague (1985–1990, 1992).
Bien qu'il ait déjà participé à quelques films dès son enfance, il obtient un premier rôle important dans le film Pěsti ve tmě.
Dans les années 1990, il devient un acteur très populaire du cinéma tchèque. Il fait également de nombreuses apparitions dans des films hollywoodiens, où il tient souvent des rôles de gangsters.

## Filmographie
Cinéma
- 1986 : Pěsti ve tmě
- 1990 : Král kolonád
- 1993 : Chained Heat : enchaînées
- 1994 : Ludwig van B.
- 1995 : Delta of Venus
- 1996 : Mission impossible
- 2002 : La Ligue des gentlemen extraordinaires
- 2002 : Bad Company' : André
- 2002 : Blade 2
- 2004 : Van Helsing
- 2005 : Tristan et Yseult
- 2005 : Román pro ženy'
- 2007 : Hannibal Lecter : Les Origines du mal
- 2007 : Bestiář
- 2007 : La Môme
- 2008 : Chroniques d'Erzebeth de Juraj Jakubisko : Bethlen

Télévision
- 2010 : Chateaubriand de Pierre Aknine
- 2011-2014 : Borgia : Fabrizio Colonna